# チチブシロカネソウ
チチブシロカネソウ（秩父白銀草、学名：Enemion raddeanum）は、キンポウゲ科チチブシロカネソウ属の多年草。草質で軟らかい。別名、オオシロカネソウ、チョウセンシロガネソウ、マンシュウシロガネソウ。

## 特徴
根茎は丈夫で短く、径5mm、長さ1-3cmで、水平から垂直に伸び、根茎の下から多数のひげ根が出る。根出葉は無いか1-2個あり、葉柄は長さ-13cmになりまばらに毛が生える。2回3出複葉で、長さ6-8cm、幅7-10cm、各小葉は卵状菱形になり、長さ2.5-3.5cm、幅1.5-2.5cm、3中裂してさらに切れ込んで、縁は卵形の鋸歯になり、幅2-5mmになる。茎は細く、直立し、高さ20-35cmになり、上部で1-2回分枝し、基部は褐色で膜質の鱗片に覆われる。茎の中部につく葉は、1-2回3出複葉で、長さ4-11cm、幅3-14cm、葉柄は長さ1-2cmで短毛が生え、基部に托葉がある。茎の上部につく葉は無柄で輪生する。
花期は5-6月。花は白色で、茎先に散形状花序に3-6個つき、まれに単生し、上向きに咲く。花柄は長さ1-2cmになり、無毛。花弁状の萼片は4-5個あり、倒卵状楕円形で長さ6-7mm、幅3-4mmになり、先は鋭形で平開する。花弁は無い。雄蕊は10個以上あり、葯は円形で長さ0.3mm、黄色で、花糸は長さ2-4mm、下部は線形になるが上部は広がる。雌蕊は小型で、心皮は3-5個ある。果実は袋果で3-5個あり、楕円形で長さ3-5mmになり、背側に竜骨があり、腹側の縫合線にそって開裂する。種子は卵形で長さ2mmになり、赤褐色になる。

## 分布と生育環境
日本では、本州の岩手県、群馬県、埼玉県、山梨県、長野県に分布し、山地の落葉広葉樹林の林内や林縁に生育する。石灰岩地や蛇紋岩地に見られることが多い。
世界では、日本のほか、朝鮮半島、中国大陸東北部、ロシア沿海地方に分布し、温帯から亜寒帯の落葉広葉樹林内に生育する。

## 名前の由来
和名チチブシロカネソウは、「秩父白銀草」の意で、シロカネソウ属に似て、埼玉県秩父地方で知られたことによる。矢田部良吉 (1892)による命名である。
種小名（種形容語）raddeanum は、ドイツのシベリア植物研究者グスタフ・ラッデへの献名。

## 種の保全状況評価
環境省レッドデータブックでの選定はない。

都道府県のレッドデータブックカテゴリは次の通り。
- 岩手県 Aランク
- 栃木県 絶滅
- 群馬県 絶滅危惧ⅠB類 (EN)
- 埼玉県 絶滅危惧ⅠA類 (CR)
- 山梨県 絶滅危惧ⅠA類 (CR)
- 長野県 準絶滅危惧 (NT）

## ギャラリー

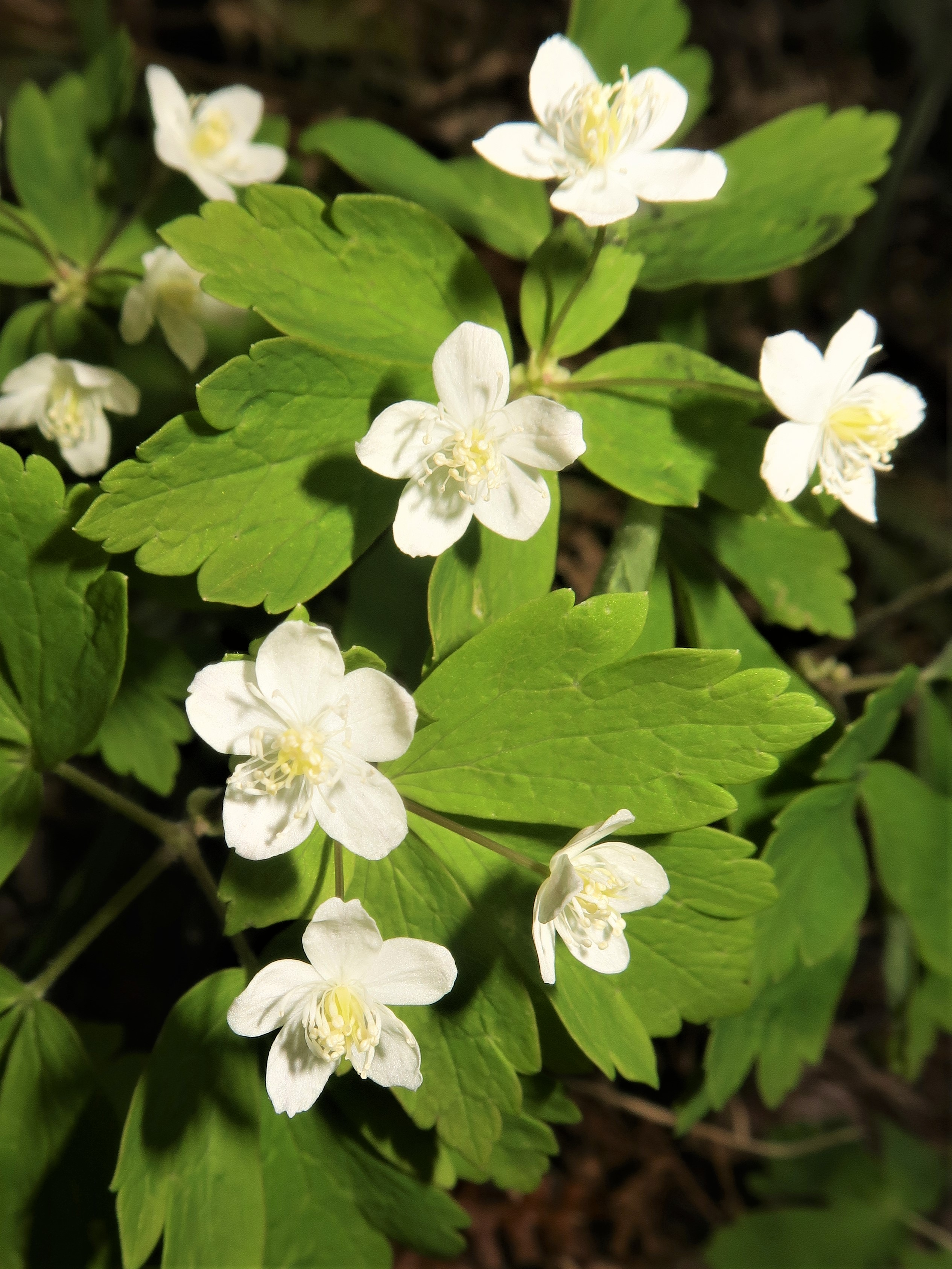
花は白色で、茎先に散形状花序に3-6個つき、上向きに咲く。花弁状の萼片は4-5個あり、先は鋭形で平開する。
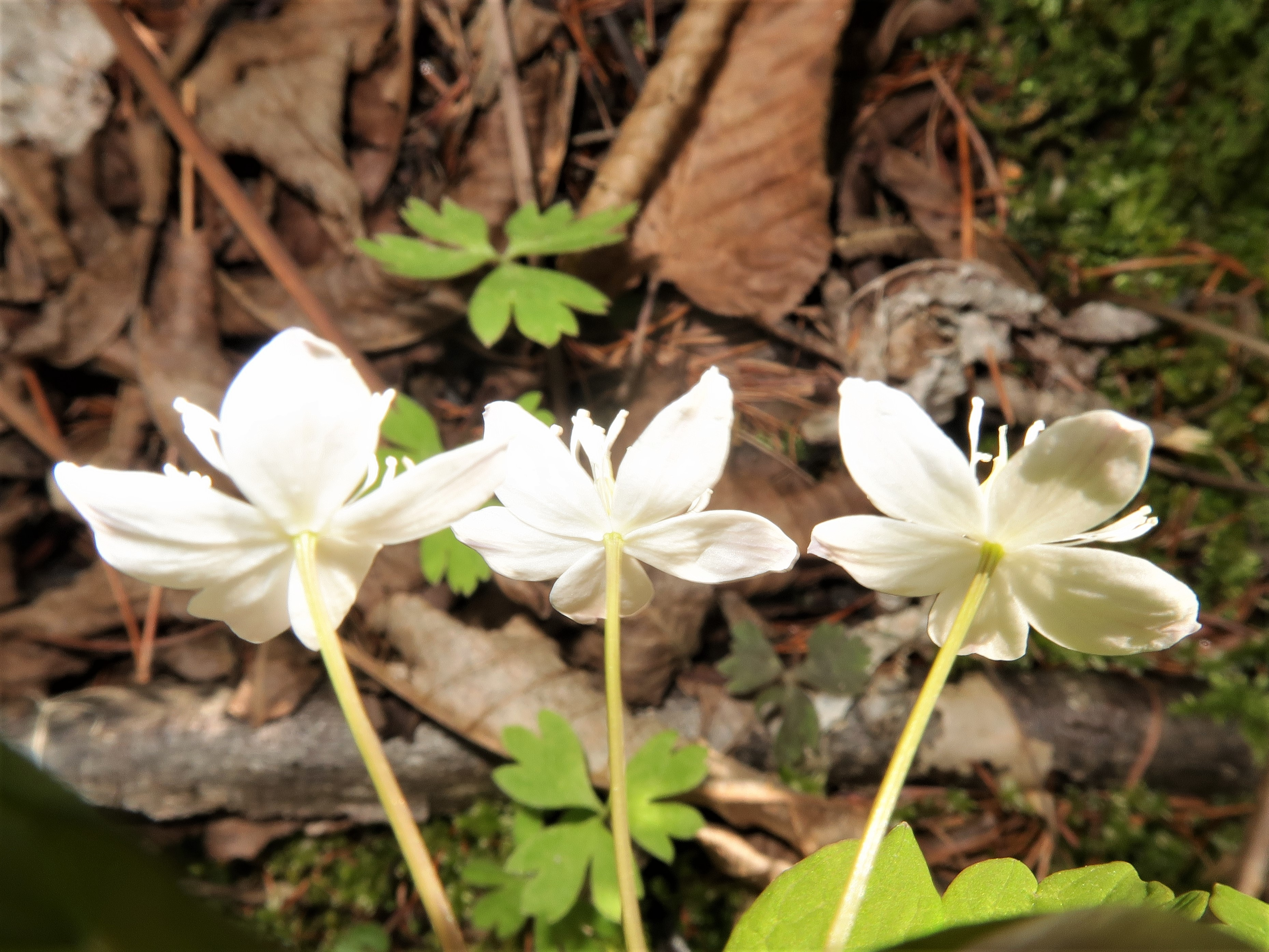
萼片の裏面。
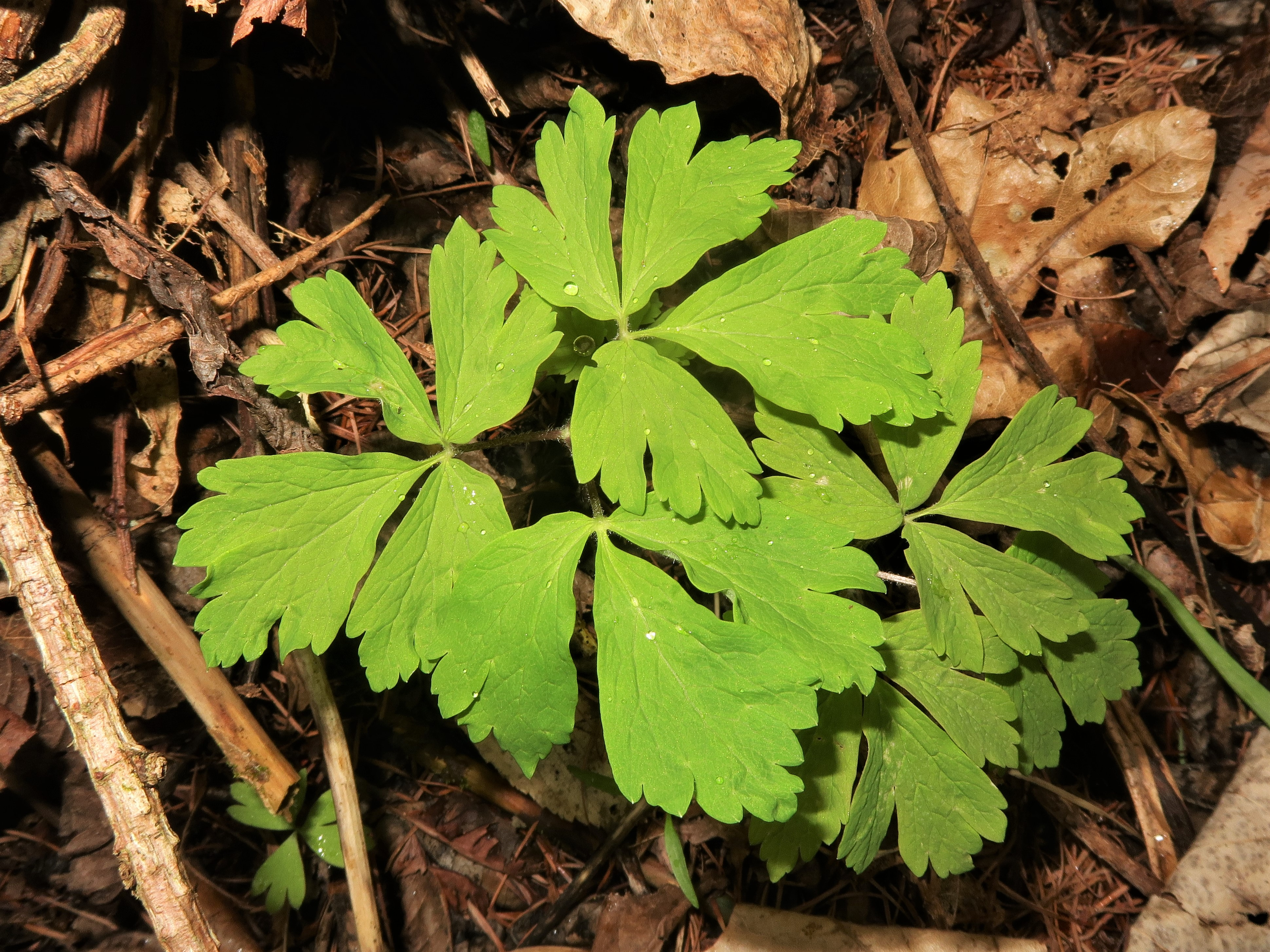
根出葉。2回3出複葉で、各小葉は卵状菱形になり、3中裂してさらに切れ込んで、縁は卵形の鋸歯になる。
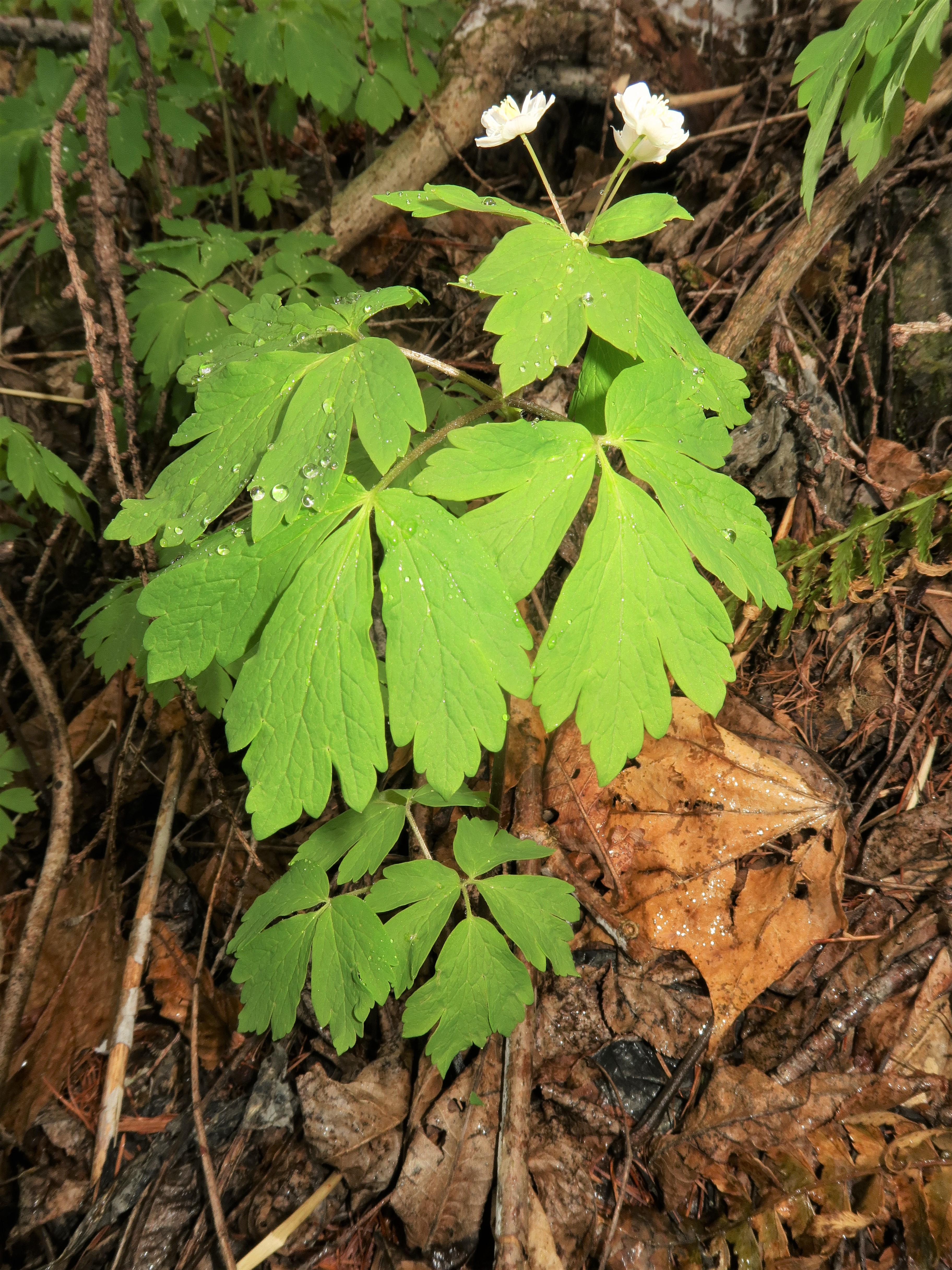
下部が根出葉。中部が茎葉で1-2回3出複葉になり、根出葉より大きい。上部が輪生する茎葉。
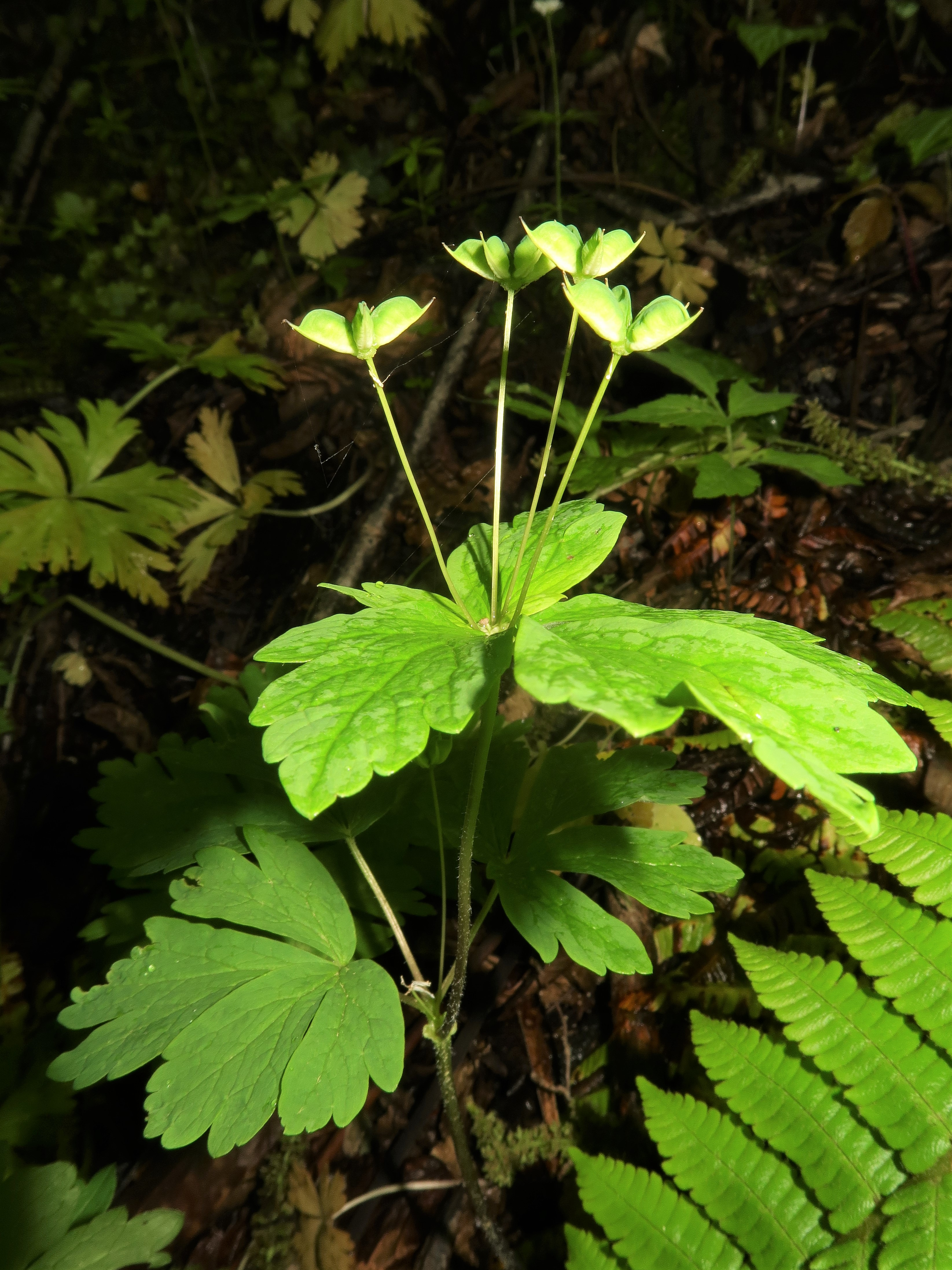
果実は袋果で3-5個あり、背側に竜骨があり、腹側の縫合線にそって開裂する。
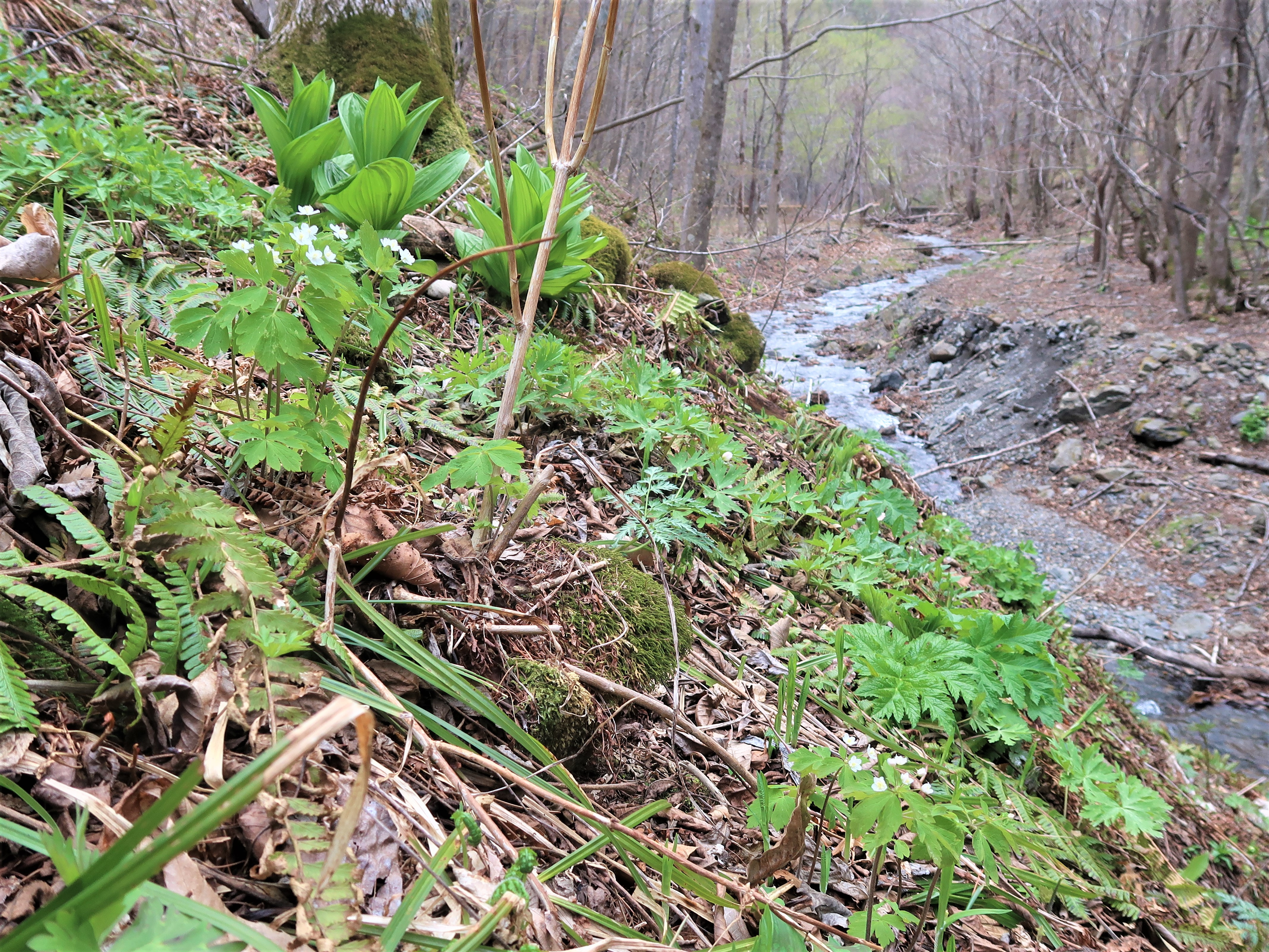
生育環境。沢すじの斜面に、コバイケイソウ、ニリンソウ、フクジュソウ、オオハナウド、ヒメカンスゲ、シダ類とともに生育している。

## チチブシロカネソウ属
チチブシロカネソウ属（学名：Enemion Raf.）は、キンポウゲ科の属。多年草で、やや発達した木性の根茎または紡錘状になった塊茎をもつ。葉は1-3回3出複葉で、茎の中部につく葉は互生するが、茎の頂部につく葉は輪生する。花序は茎の先につくか上部の葉腋から生じ、散形状、総状につくか単生する。花弁は無く、花弁状につく萼片は4-5個あり、卵形から倒卵形で、白色でときに紅色を帯びる。染色体基本数はx=7。東亜-北米型の分布を示す植物群で、日本と東アジアに分布するチチブシロカネソウ (Enemion raddeanum Regel) の他、次の5種が北アメリカ大陸に分布する。本属に属する植物は、すべて早春植物である。
- Enemion biternatum (Torr. & A.Gray) Raf.
- Enemion hallii (A.Gray) J.R.Drumm. & Hutch.
- Enemion occidentale (Hook. & Arn.) J.R.Drumm. & Hutch.
- Enemion savilei (Calder & Roy L.Taylor) Keener
- Enemion stipitatum (A.Gray) J.R.Drumm. & Hutch.

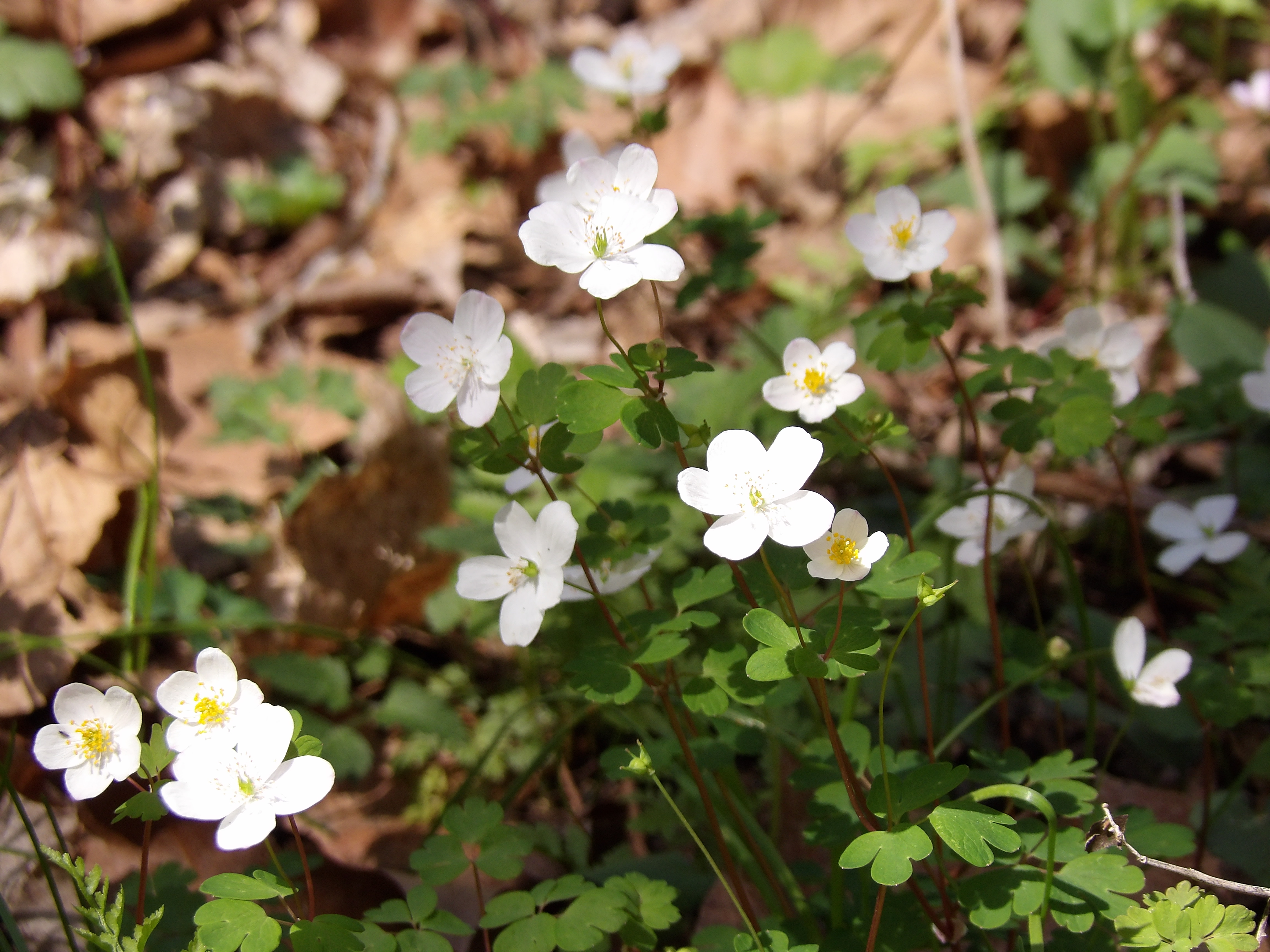
Enemion biternatum - アメリカ合衆国イリノイ州
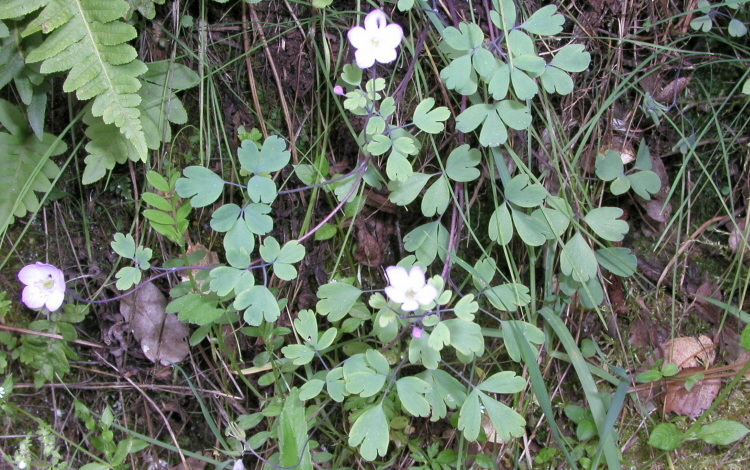
Enemion occidentale - アメリカ合衆国カリフォルニア州